# 81P/Wild

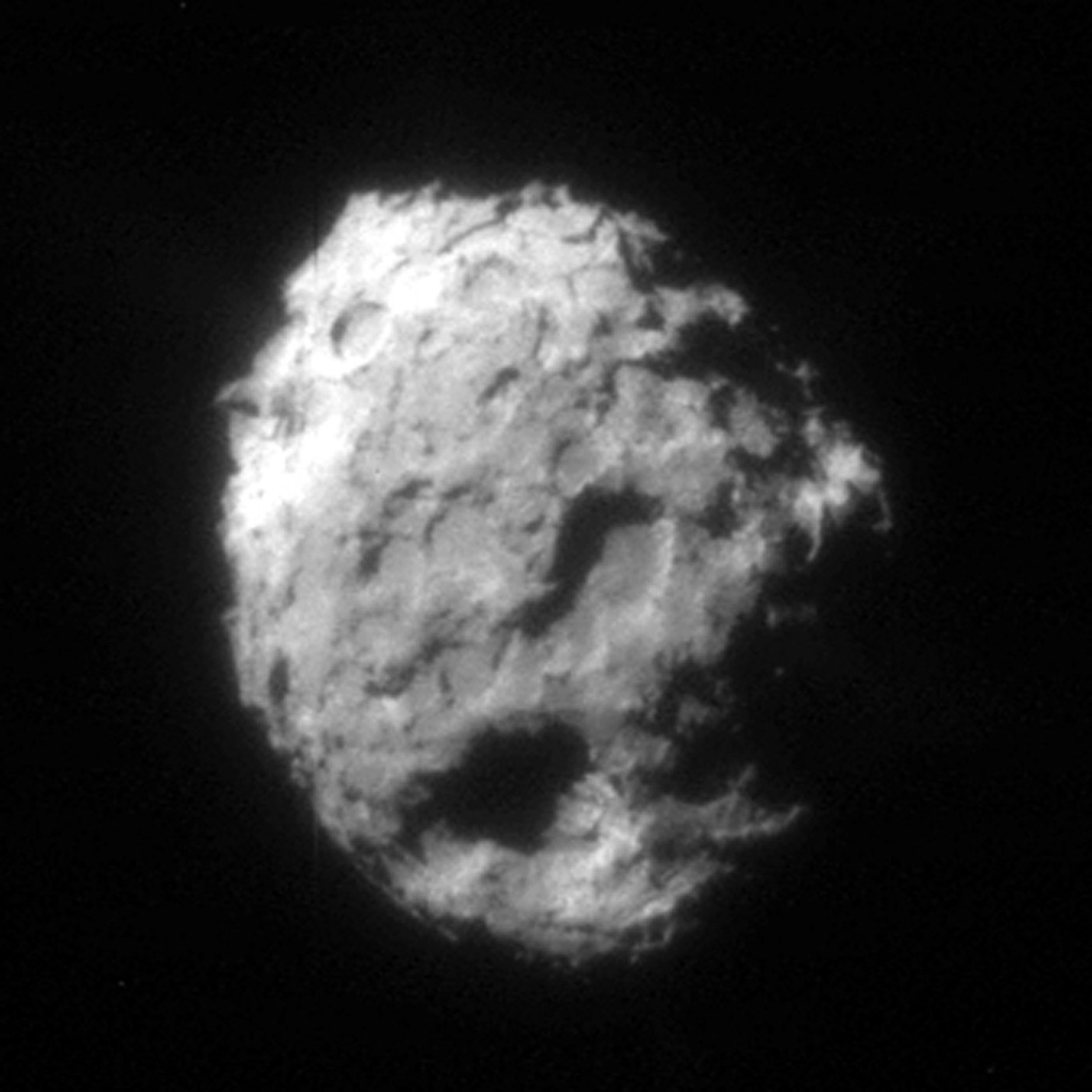
Imagem obtida pela sonda Stardust do cometa 81P/Wild

Existem diversos cometas famosos como o cometa Halley, o cometa Hale-Bopp, o cometa Hyakutake e outros que se destacam por apresentarem núcleos brilhantes e caudas vistosas.
Ao contrário de seus primos famosos, o cometa oficialmente denominado de 81P/Wild, ou simplesmente de Wild-2, é um cometa pelo menos para a parte mais interna do Sistema Solar, não tão vistoso como os cometas anteriores.
Até há pouco tempo este cometa orbitava entre Júpiter e Urano, mas tudo mudou em setembro de 1974, quando o cometa Wild-2 passou próximo de Júpiter, a uma distancia de 0,006 unidades astronômicas (UA).
Esse encontro com o planeta gigante mudou a órbita do cometa, agora quando ele viaja em torno do Sol, passa por dentro da órbita de Marte.
Seu período orbital que era de 40 anos passou agora a ser de apenas de 6,17 anos, e o seu periélio que era de 4,9 UA passou a ser de apenas 1,49 UA.
Durante a sua primeira passagem, ele orbitou relativamente próximo à Terra, com uma distancia de 1,21 UA. Isso foi em 6 de janeiro de 1978.
O cometa foi descoberto por Paul Wild. Desde então, a melhor aparição do Wild-2 foi em Março de 1997, quando passou a menos de 0,85 UA de nosso planeta. Apresenta um brilho de 10ª magnitude, um valor pequeno. É demasiado fraco ser visto com o olho nu, mas brilhante o suficiente para quem usa um modesto telescópio amador.
Existem duas razões importantes, para que este cometa tenha sido escolhido pela NASA, para que fosse visitado pela sonda Stardust:

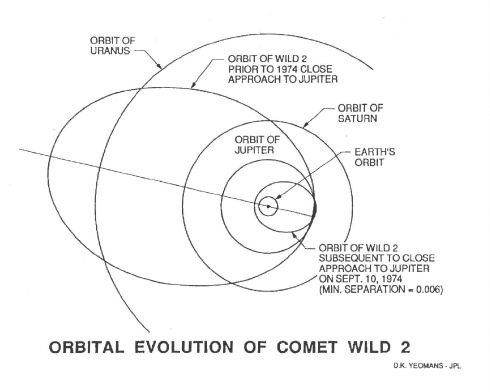
Mapa das trajetória dos cometa Wild 2. Antes e depois de 1974

- 1ª É um cometa novo. Quando Wild-2 orbitava além de Júpiter, ele viajava distante do assim relativamente quente interior do Sistema Solar. Viajava longe do Sol e ele estava sempre mantido em uma temperatura extremamente baixa.

Quando um cometa viaja próximo ao Sol, ele é aquecido e muito de seu material volátil é disperso, pelas sucessivas passagens junto ao Sol. Após umas mil passagens restam no seu núcleo apenas o material mais sólido, o cometa não mais apresenta uma cauda, ao menos que seja vistosa.
Desde que Wild-2 passou próximo do Sol apenas algumas vezes, ele ainda mantém a maioria de seus gases e sua poeira em seu núcleo gelado. Quando a sonda Stardust encontrou com o cometa Wild-2, este tinha feito somente cinco passagens perto do Sol. Em contraste com o cometa Halley que já passou próximo do Sol, mais de 100 vezes.
- 2ª A forma do encontro. O encontro entre a sonda Stardust com o cometa vai facilitar a coleta de material. Isso porque a sonda vai perseguir o cometa, conseguindo assim chegar a ele com uma velocidade relativa mais baixa, em torno de 6 km/s, de forma a melhor coletar o material. Assim a sonda se expõem a menos perigo pois as partículas do cometa Wild 2, viajarão a uma velocidade relativamente menor.

## Descoberta de aminoácido
Em agosto de 2009, pesquisadores da agência espacial americana anunciaram a descoberta de glicina no cometa. Foi a primeira vez que um aminoácido é encontrado em um cometa, apesar de já ter sido detectado em meteoritos.

## Tabelas

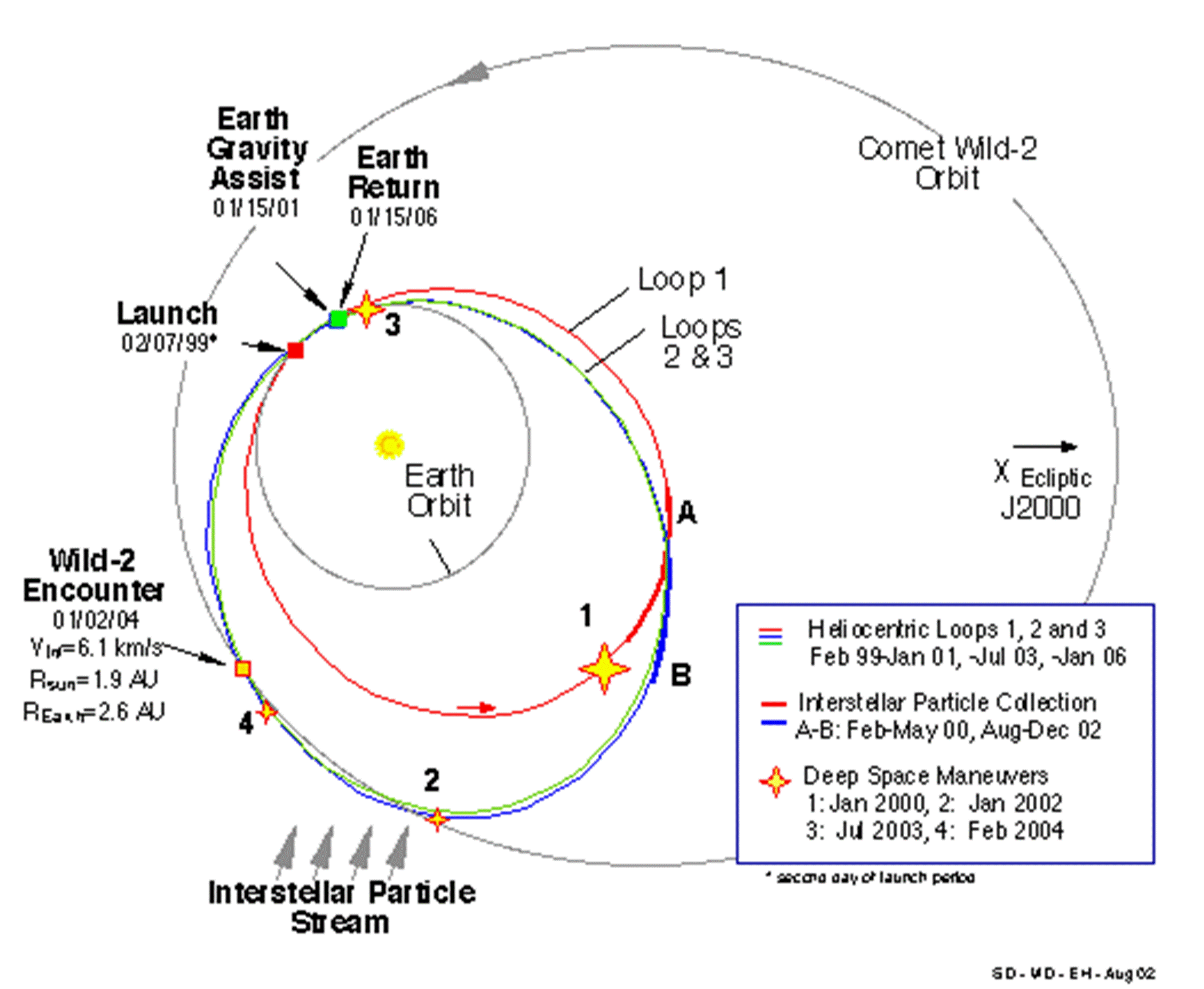
Mapa da trajetória entre a sonda e o cometa

| Cometa 81P/Wild |
| 0,0061 UA de Júpiter em 9 de Setembro de 1974 diminuiu a distância do periélio de 4,95 UA para 1,49 UA diminuiu o período orbital de 43,17 para 6,17 anos |

| Distancia        | Data                       |
| 0,07 UA de Marte | em 5 de Agosto de 1978     |
| 0,85 UA da Terra | em 12 de Fevereiro de 1997 |
| 0,67 UA da Terra | em 5 de Abril de 2010      |
| 0,92 UA da Terra | em 8 de Fevereiro de 2029  |
| 0,65 UA da Terra | em Abril de 2042           |